# (7816) Hanoi
(7816) Hanoi (1987 YA) – planetoida z grupy przecinających orbitę Marsa okrążająca Słońce w ciągu 3 lat i 190 dni w średniej odległości 2,31 j.a. Została odkryta 18 grudnia 1987 roku.